# Blatce
Blatce (deutsch Großblatzen) ist eine Gemeinde des Okres Česká Lípa in der Region Liberec im Norden der Tschechischen Republik.

## Geschichte
Die Gründung erfolgte etwa im 15. Jahrhundert. Zum Ort gehören auch die Burg Houska (Hauska) sowie ein Teil des Naturschutzgebietes Kokořínsko (Daubaer Schweiz).

## Gemeindegliederung
Die Gemeinde Blatce besteht aus den sechs Ortsteilen:
- Beškov (Beschkaben)
- Blatce (Großblatzen) mit Roveň (Rabenei)
- Blatečky (Kleinblatzen)
- Houska (Hauska) mit Dolní Houska (Unter Hauska) und Horní Houska (Ober Hauska)
- Konrádov (Konradsthal)
- Tubož (Dubus) mit Palác (Palatz)

Grundsiedlungseinheiten sind Beškov, Blatce, Blatečky, Dolní Houska, Horní Houska, Konrádov und Tubož.
Das Gemeindegebiet gliedert sich in die Katastralbezirke Blatce, Houska und Tubož.

## Persönlichkeiten
- Ernst Schambacher (1899–1945) verstorben im Ortsteil Hauska, Kriminaldirektor und Referatsleiter im Reichssicherheitshauptamt